# Vargha Jenő (kémikus)
Vargha Jenő (Lisznyó, 1924. január 19. – Kolozsvár, 2007. július 19.) erdélyi magyar kémikus, kémiai szakíró, szakfordító, egyetemi oktató, a kémiai tudományok doktora.

## Életútja
Középiskolai tanulmányait Sepsiszentgyörgyön végezte (1935–43), 1943-ban Kolozsváron beiratkozott az egyetem kémiai karára, de elsőéves hallgatóként a frontra kellett mennie, az Uzon-völgyi csatában élte át a háború borzalmait. 1945-ben került vissza Kolozsvárra. 1949-ben befejezte tanulmányait a Bolyai Tudományegyetem Kémia Karán (1945–49), a kémiai tudományok doktora címet 1964-ben nyerte el a bukaresti egyetemen. Szakmai pályafutását a Bolyai Tudományegyetemen kezdte 1949-ben, majd a BBTE előadótanáraként nyugdíjazták 1989-ben, de 1990 után is folytatta előadótanári tevékenységét, magyar nyelven.

## Munkássága
Kutatási területe: az aminosav-származékok, dipeptidek, fehérjék kémiája, a modern biokémia ma is élvonalbeli témái.
Munkatársaival számos tudományos dolgozatot közölt hazai és külföldi szaklapokban (Studia Univ. Babeş–Bolyai, Studii şi Cercetări de Biochimie, Revue Roumaine de Chimie, Analytical Biochemistry, FEBS Letters, Chemische Berichte). Jelentős a tevékenysége a Studia Univ. Babeş–Bolyai – Sec. Chemia titkáraként (1958–89) és a Revue Roumaine de Chimie, a Studii şi Cercetări de Biochimie, a FIRKA ifjúsági lap szerkesztőjeként. Három szabadalmi bejelentés társszerzője. Oktatói és kutatói tevékenységét ismertette a Szatmári Hírlap (1989. április 2.) és az Új Élet (1989. június 3.).
1993-tól az EME Természettudományi és Matematikai Szakosztályának kiadványa, a Múzeumi Füzetek és az EMT FIRKA c. ifjúsági műszaki lapja szerkesztőjeként. 1992-től haláláig szerkesztőbizottsági tagja, s szorgos munkása volt a FIRKA című lapnak.

## Egyetemi jegyzetei
- Biokémia (Kolozsvár, 1955)
- Szerves kémia (Kolozsvár, 1958; II. 1976)
- Izomeria în chimia organică (Kolozsvár, 1982)
- Társszerzője a Probleme actuale de chimie (Kolozsvár, 1982) c. kötetnek

Fordításában (részben társfordítóként) 1968-tól számos középiskolai kémiai tankönyv jelent meg.